# Olesno Śląskie
Olesno Śląskie – stacja kolejowa w Oleśnie, w województwie opolskim, w Polsce. Według klasyfikacji PKP ma kategorię dworca lokalnego.

## Ruch pasażerski
| Rok  | Wymiana pasażerska na dobę |
| ---- | -------------------------- |
| 2017 | 20-299                     |
| 2022 | 300-499                    |